# Wanda Aguiar Horta
Wanda Aguiar Horta, também conhecida como Wanda Horta (Belém, 11 de agosto de 1926 — 15 de junho de 1981), foi a enfermeira que introduziu os conceitos da enfermagem que são aceitos no Brasil. Seu trabalho foi reconhecido e implantado em todas as instituições de ensino pois a sua teoria sobre a enfermagem é a mais aceita entre todas as outras teorias, chamada de "Teoria das Necessidades Humanas Básicas".
Esta teoria é considerada o ponto alto de seu trabalho e a síntese de todas as suas pesquisas onde descreve a enfermagem como ciência e arte de assistir o ser humano no atendimento de suas necessidades básicas, de torná-lo independente desta assistência através da educação; de recuperar, manter e promover sua saúde, contando para isso com a colaboração de outros grupos profissionais. Gente que cuida de gente — assim ela definiu enfermagem. E para ela, ser gente era sentir-se responsável pelo destino da humanidade.
Wanda Horta buscou ao longo de sua trajetória criar e transmitir um conceito de enfermagem que englobasse os aspectos, muitas vezes conflitantes, de arte humanitária, ciência e profissão. A obra de Wanda Horta permite ser interpretada, na enfermagem brasileira, como um divisor de épocas – antes de se falar em teorias de enfermagem e depois, quando se fala sobre teorias de enfermagem construída por enfermeiros.

## Biografia

### Infância
Wanda Aguiar Horta nasceu em Belém do Pará em 11 de agosto de 1926 onde sua família permaneceu até os seus 10 anos de idade e foi nesta cidade que ela realizou seus estudos primários. Em 1936 a família Aguiar muda-se para Ponta Grossa no Paraná, e em 1944 novamente, desta vez foram para Curitiba.

### Graduação e Pós-graduação
Em 1945 Wanda Horta ganhou uma bolsa de estudos dada pelo Serviço Especial de Saúde Pública (SESP), órgão recém-criado no Paraná pelo Governo Federal em colaboração com o governo dos Estados Unidos, onde ingressou na Escola de Enfermagem de São Paulo. Naquela época, a Escola de Enfermagem se instalava no já famoso Hospital das Clínicas da Faculdade de Medicina da USP. Em 1953, recebeu o diploma de Licenciada em História Natural, na Faculdade de Filosofia, Ciências e Letras da Universidade do Paraná. Em 1962, sua Pós-Graduação foi em Pedagogia e Didática Aplicada à Enfermagem, pela Escola de Enfermagem da USP. Fez o Doutorado em Enfermagem na Escola de Enfermagem Ana Néri, da Universidade Federal do Rio de Janeiro, com a tese intitulada “A observação sistematizada na identificação dos problemas de enfermagem em seus aspectos físicos”. Cursou também, Livre Docência em Fundamentos de Enfermagem, na Escola de Enfermagem Anna Néry, da Universidade Federal do Rio de Janeiro, recebendo a certificação em 31 de outubro de 1968.
Trabalhou em diversas instituições no período de 1948 a 1958. Em 1960, Horta, primeira enfermeira brasileira a preconizar a teoria de enfermagem no campo profissional, embasou as suas pesquisas na Teoria de Motivação Humana de Abraham Maslow. Os estudos de Horta foram percussores, no entanto, somente em 1979 que a atenção dos enfermeiros brasileiros passa a ser direcionado para o processo de enfermagem.

### Casamento
Wanda Cardoso de Aguiar casou-se em 17 de dezembro de 1953, com Luis Emilio Horta, em São Paulo, e passou a ser chamada de Wanda de Aguiar Horta, deixando de assinar o sobrenome Cardoso.

### Falecimento
Wanda Horta sofria de uma doença crônica degenerativa chamada de Esclerose Múltipla (ME). A Esclerose Múltipla é uma doença neurológica, crônica e autoimune e provoca dificuldades motoras e sensitivas que acomete geralmente jovens entre 20 a 30 anos. Em 1981 Horta aposentou-se do trabalho e já estava em cadeira de rodas e com o avanço da doença acabou falecendo no mesmo ano, mas ela trabalhou até o último dia de vida.

## Obras
Wanda Horta dedicou sua vida à pesquisa e realizou inúmeros trabalhos que contribuíram para o desenvolvimento de uma enfermagem autônoma e científica. Alguns dos seus trabalhos publicados foram:

### Publicações em periódicos
- Revista Brasileira de Enfermagem (REBEn) — 16 artigos, de 1964 a 1979
- Revista da Escola de Enfermagem da USP — 11 artigos e 3 editoriais, de 1968 a 1979
- Revista Enfermagem em Novas Dimensões — 13 artigos e 22 editoriais de 1975 a 1979

### O Processo de Enfermagem
- Livro publicado pela autora em 1979